# آن فينش، كونتيسة وينشيلسي
آن فينش، كونتيسة وينشيسلي (لقبها السابق كينجسميل؛ وُلدت في أبريل 1661 وتُوفيت في 5 أغسطس 1720)، كانت شاعرة إنجليزية وفرد من الحاشية الملكية. عادةً ما تعبر أعمال آن فينش عن رغبتها في احترام الناس لشِعرها، كما ترثي حالها وموقعها باعتبارها سيدة في العالم الأدبي وفي البلاط الملكي، وتتخلل عملها أفكار عن «المذاهب السياسية، والتوجهات الدينية، والأحاسيس الجمالية». كما تشير أعمالها إلى كاتبات أخريات من عصرها مثل أفرا بن وكاثرين فيليبس. تُعتبر آن فينش واحدة من أهم الشاعرات من عصر استرداد الملكية الإنجليزية، ويرجع ذلك إلى أهمية تعليقات آن فينش عن المساواة بين الجنسين في الناحية العقلية والروحية، بالإضافة إلى ملاحظاتها عن أهمية تحقيق المرأة لذاتها باعتباره واجب على المرأة تجاه نفسها ومجتمعها. تُوفيت آن فينش في ويستمينيستر في عام 1720، ودُفنت في منزلها في إيستويل، كنت.

## أعمالها

### المواضيع
حصلت الشاعرة آن فينش على قدر لا بأس به من الشهرة خلال حياتها التي امتدت من أواخر القرن السابع عشر إلى بدايات القرن الثامن عشر. وتنتمي مؤلفات فينش من الشعر الغنائي والقصائد الغنائية وقصائد الحب وقصائد النثر إلى الحقبة الأدبية الأوغسطية (امتدت من 1660 إلى 1760). ويرجع هذا إلى الموضوعات التي تناولتها أعمالها من الطبيعة والبحث عن علاقة شعورية ودينية بها، وما نتج عن هذا من تعليقات على التغير في الاتجاهات الفلسفية والسياسية في ذاك العصر. أشاد النقاد الأدبيون فيما بعد بالتنوع في إنتاج آن فينش الشعري كما أثنوا على أسلوبها الذي اتسم بظهور شخصيتها وعدم التكلف. ذاعت شهرة هذا الأسلوب أكثر بعد وفاتها.

#### قصيدة The Introduction
استوحت فينش أعمالها من ملاحظاتها وتجاربها، فانعكس ذلك في على هيئة وعي عميق بالأعراف الاجتماعية والمناخ السياسي في عصرها. كما سجلت آن أفكارها الخاصة، التي تراوحت بين البهجة واليأس، المرح والجزع. بالإضافة إلى ذلك، كشفت قصائد فينش عن الجانب الروحي عالي التقدم في شخصيتها.
Did I, my lines intend for public view,
How many censures, would their faults pursue,
Some would, because such words they do affect,
Cry they’re insipid, empty, and uncorrect.
And many have attained, dull and untaught,
The name of wit only by finding fault.
True judges might condemn their want of wit,
آن فينش من قصيدتها، The Introduction
استهلت آن فينش قصيدتها The Introduction بهذه الأبيات، حيث ترحب بالقراء في رحاب أسلوبها الذي يتسم بالحيوية، والشعورية، وقوة الرأي. فيتعرف القارئ بقوة على الصوت النسائي المتميز الذي سيظهر في القصيدة.

## أعمال مختارة

### كتابات المؤلفة
- Upon the Death of King James the Second, anonymous (London, 1701).
- The Tunbridge Prodigy (London: Printed & sold by John Morphew, 1706).
- The Spleen, A Pindarique Ode. By a Lady (London: Printed & sold by H. Hills, 1709).
- Free-thinkers: A Poem in Dialogue (London, 1711).
- Miscellany Poems, on Several Occasions. Written by a Lady(London: Printed for John Barber & sold by Benj. Tooke, William Taylor & James Round, 1713).

### قائمة القصائد
- Adam Posed
- The Answer
- Friendship between Ephelia and Ardelia
- The Introduction
- A Letter to Daphnis
- A Nocturnal Reverie
- On Myself
- A Song
- The Spleen
- To Death
- To the Nightingale
- The Tree[4]